# Peter van Straaten
Peter van Straaten (1935-2016) est un dessinateur de presse, dessinateur humoristique et auteur de bande dessinée néerlandais. Il a travaillé pour le quotidien Het Parool de 1958 à 2012 et pour l'hebdomadaire Vrij Nederland de 1968 à 2014.

## Récompenses
- 1983 : Prix Stripschap, pour l'ensemble de son œuvre
- 1994 : Prix Inktspot (nl), pour ses dessins politiques
- 1997 : Prix Inktspot, pour ses dessins politiques
- 2003 : Prix Inktspot, pour ses dessins politiques
- 2006 : Gouden Ganzenveer (nl), pour l'ensemble de son œuvre
- 2010 : Prix Inktspot, pour ses dessins politiques
- 2010 : Prix Jacobus Van Looy, décerné aux artistes qui se sont distingués dans les arts graphiques et la littérature.
- 2016 : Prix Inktspot, pour ses dessins politiques